# Secundaria de clones
Secundaria de clones (en inglés: Clone High) es una serie animada para adultos de origen americano-canadiense producida por Nelvana en el año 2002. Consta de una temporada con 13 episodios y su duración por capítulo ronda la media hora. La serie se centra en una escuela secundaria poblada por los clones de personajes históricos famosos. El elenco central incluye representaciones adolescentes de Abraham Lincoln, Juana de Arco, Mahatma Gandhi, John F. Kennedy y Cleopatra. La serie también sirve como parodia de dramas adolescentes. Cada episodio de la serie es presentado como un "episodio muy especial".
Secundaria de clones se emitió por primera vez en su totalidad en la red de cable canadiense Teletoon entre 2002 y 2003, y luego debutó en Estados Unidos a través de MTV. El programa se vio envuelto en una controversia en cuanto a su descripción del personaje Gandhi poco después, lo que llevó a cientos de personas en la India para montar una huelga de hambre en respuesta. Poco después, MTV retiró la serie de su programación, cuál había estado recibiendo bajos índices de rating; esto condujo a que sus últimos cinco episodios se estrenasen en 2016 por MTV Classic de Estados Unidos. Secundaria de clones atrajo críticas mixtas de críticos de televisión en su estreno, pero desde entonces ha recibido elogios de la crítica y un seguimiento de culto.
En Latinoamérica, Secundaria de clones se emitió por primera vez en su totalidad en el bloque de programación nocturno Adult Swim de Cartoon Network, entre octubre y diciembre de 2005; los 13 episodios fueron repetidos durante 2006. Tras la mudanza de Adult Swim al canal I.Sat en 2008, la serie se retransmitió de forma reiterada junto a otras animaciones hasta la primera cancelación del bloque en diciembre de 2010. 
En julio de 2020, se anunció que un reboot de la serie se está trabajando en MTV Studios, con el regreso de los creadores originales Lord, Miller y Lawrence. En febrero de 2021, se anunció que HBO Max ordenó dos temporadas del reboot. El 5 de abril de 2023, se vio un tráiler del reboot en el canal oficial de HBO Max, el cual tuvo su estreno el 23 de mayo de ese mismo año.
El banda sonora por su parte, a diferencia de otras series de MTV como Daria, Beavis and Butthead, entre otras que poseían una banda sonora con música popular de la época, Secundaria de Clones tenía una banda sonora con artistas y bandas en su mayoría desconocidas por el público general o que ni siquiera estaban en la rotación de MTV tales como American Football, Snapcase, Owen, Hot Rod Circuit, entre otros.

## Historia
La secundaria de clones no es una secundaria cualquiera, ya que en esta podemos encontrar los clones de las personalidades más conocidas históricamente en el mundo. Ellos conviven su juventud como si fueran adolescentes comunes. Hay, en la serie, una pequeña cadena amorosa (Juana de Arco ama a "Abi" y este a "Cleo" la cual tiene otro contendiente que es JFK), y además hay momentos de gracia y otros de problemas o conflictos.

## Personajes
- Abraham "Abi" Lincoln: Es un chico bonachón detrás de la chica popular de la escuela. Está enamorado de Cleopatra, pero también de Juana, aunque no se da cuenta. Siempre está confundido sobre a quién de las 2 ama más. Al final elige a Juana. Su mejor amigo es Gandhi. Tiene la voz del actor Will Forte.
- Juana de Arco: Es una chica depresiva, gótica, seria, lista, pero con un interior totalmente diferente. Ella está enamorada de Abe, pero él no se da cuenta. Tiene una personalidad gótica y lleva el pelo teñido de color Violeta. Ella y Cleo son enemigas. Tiene la voz de la Nicole Sullivan.
- Cleopatra: Es la típica chica popular, atractiva, manipuladora, con un ego gigante y ambiciosa. Además de ser muy sexy, en uno de los capítulos se baña en leche. Acaba enamorándose de Abe y se hace novia de él en el episodio 8. Tiene la voz de Christa Miller.
- John F. Kennedy (JFK): Es el chico popular y exitoso con el sexo opuesto. Vive con una pareja gay (sus padres adoptivos). Tiene una personalidad arrojada, además que solo piensa en sexo. Tiene la voz del cocreador Christopher Miller.
- Gandhi: Representa al típico mejor amigo, bromista, que sólo piensa en pasarlo bien, incluso en la graduación. Al final sale con el clon deforme de Marie Curie (producto de la radiación). Él es de personalidad relajada y en uno de los capítulos de la serie se dispone a ser el rapero más famoso del mundo. Su mejor amigo es Abe. Tiene la voz del actor Michael McDonald.
- Cinnamon J. Scudworth: Director de la escuela y responsable de la clonación de las fíguras históricas e invocador del mal. Tiene la voz del cocreador Phil Lord
- Sr. Mayordomotrón: Mayordomo robot del director. Saluda y nombra a todas las personas que le rodean con el nombre de "Wesley", sin que se explique el origen de esta denominación. Que también tiene la voz del cocreador Christopher Miller.

## Episodios

### Primera temporada (2002-03)
| N.º (serie) | N.º (temp.) | Título                                                           | Guionista(s)                                  | Estreno original                                                                | Estreno en Latinoamérica |
| --- | ----------- | ---------------------------------------------------------------- | --------------------------------------------- | ------------------------------------------------------------------------------- | ------------------------ |
| 1 | 1           | "Fuga Al Monte Cerveza: Una Cuerda de Arena"                     | Phil Lord, Christopher Miller y Bill Lawrence | 2 de noviembre de 2002 (Canadá) 20 de enero de 2003 (Estados Unidos)            | 7 de octubre de 2005     |
| En su desesperación por conocer a la bella y popular Cleopatra, Abi Lincoln espera entablar una relación con ella en la fiesta de JFK. Sin embargo, JFK también está loco por ella y solo permitirá que Abi venga con la condición de que traiga la cerveza. Mientras tanto, Juana de Arco, que está tratando de ganarse el corazón de Abi, inicia una Línea de Ayuda al Adolescente en un intento de impresionarlo con su compromiso con el servicio comunitario; su amigo común, Gandhi, quien accidentalmente acepta ayudar con la línea directa, reenvía las llamadas a su teléfono celular para que pueda ir a la fiesta. Mientras tanto, el director Scudworth y el Sr. Butlertron intentan arruinar la fiesta para comprender mejor a los estudiantes. |             |                                                                  |                                               |                                                                                 |                          |
| 2 | 2           | "Elección Blu-Galoo"                                             | Phil Lord y Christopher Miller                | 3 de noviembre de 2002 (Canadá) 27 de enero de 2003 (Estados Unidos)            | 14 de octubre de 2005    |
| Cleo descubre que no puede seguir postulándose para la presidencia del cuerpo estudiantil debido a los límites del mandato, por lo que convence a JFK de postularse en su nombre, y cuando Abi ve que Cleo aprecia a los líderes, él decide postularse también. Pero a los estudiantes de la Secundaria Clon no les importan los problemas reales, y muchos están enamorados de JFK; Abi emplea a un patrocinador corporativo, "Azul Extremo", para animar su campaña. El único problema es que Gandhi se vuelve terriblemente adicto a este misterioso producto alimenticio. |             |                                                                  |                                               |                                                                                 |                          |
| 3 | 3           | "D.D.A: La primera 'D' es por desorden"                          | Tom Martin                                    | 10 de noviembre de 2002 (Canadá) 3 de febrero de 2003 (Estados Unidos)          | 21 de octubre de 2005    |
| Cuando a Gandhi se le diagnostica un trastorno por déficit de atención, los estudiantes de la Secundaria Clon comienzan a aislarlo. Abi debe decidir si complacer a Cleo haciendo lo mismo o defender a su mejor amigo y perder cualquier posibilidad de estar con Cleo. Mientras tanto, Juana lucha por estar a la altura del legado de su madre clon del siglo XV y comienza a escuchar extrañas voces religiosas en su cabeza. Además, el director Scudworth comienza a usar el chaleco suéter del Sr. Butlertron, en la creencia de que le da el poder de relacionarse con los estudiantes de Clone High. |             |                                                                  |                                               |                                                                                 |                          |
| 4 | 4           | "Festival de cine: Lágrimas de un Clon"                          | Erica Rivinoja                                | 17 de noviembre de 2002 (Canadá) 10 de febrero de 2003 (Estados Unidos)         | 28 de octubre de 2005    |
| Cuando Abi decide organizar un Festival de Cine de la Secundaria Clon, pasa mucho tiempo trabajando en una película sobre una jirafa incomprendida que juega al fútbol; Cleo protagoniza una epopeya autobiográfica sobre lo difícil que es ser tan perfecta y glamorosa como ella; Joan dirige una película de vanguardia que expresa su amor por Abe a través de imágenes de sueño psicoanalítico; y Gandhi y George Washington Carver trabajan juntos para hacer una divertida comedia de acción policial de raza mixta llamada Black y Tan. Mientras tanto, JFK planea una película, pero nunca se las arregla para salir del sillón de casting con sus varias coprotagonistas femeninas, y el director Scudworth comienza a entrar en pánico cuando sus jefes en la Junta Secreta de Figuras Sombrías se invitan a cenar a su casa, pero afortunadamente por él, el Sr. Mayordomotrón está allí para salvar el día. |             |                                                                  |                                               |                                                                                 |                          |
| 5 | 5           | "Conducción Somnolienta: La Ruta Del Despertar"                  | Murray Miller y Judah Miller                  | 24 de noviembre de 2002 (Canadá) 17 de febrero de 2003 (Estados Unidos)         | 4 de noviembre de 2005   |
| Los exámenes parciales están a la vuelta de la esquina, pero Abi está perdiendo el sueño haciendo recados para su amada Cleo. Cuando Juana sigue tratando de advertirle a Abi sobre su falta de sueño, se descubre un secreto suyo. Además, Gandhi, abrumado por la presión de estudiar, decide no tomar el examen y convertirse en camionero. El Sr. Mayordomotrón y un viejo enemigo luchan por última vez. |             |                                                                  |                                               |                                                                                 |                          |
| 6 | 6           | "Juego de Comienzo de Año: Un Lanzamiento De Arco"               | Eric Kentoff                                  | 1 de diciembre de 2002 (Canadá) 24 de febrero de 2003 (Estados Unidos)          | 11 de noviembre de 2005  |
| Dado que el equipo de baloncesto de CHHS se niega a permitir que jueguen niñas o animales, Juana decide disfrazarse de forma inteligente como "John D'Arc", convirtiéndose en la jugadora estrella. Cleo se enamora de D'Arc, lo que hace que el Abi, ahora capitán del equipo "Weakest", esté celoso. Pero Cleo no la única que se enamora de John, ya JFK se encuentra teniendo sentimientos sexuales confusos sobre todo el asunto. Mientras tanto, Gandhi y Genghis Khan secuestran a la mascota de la escuela rival de la Secundaria Clon. |             |                                                                  |                                               |                                                                                 |                          |
| 7 | 7           | "Locura Aérea: Grandes Embarcanzas"                              | Tom Martin                                    | 8 de diciembre de 2002 (Canadá) 3 de marzo de 2003 (Estados Unidos)             | 18 de noviembre de 2005  |
| La nueva relación de Abi y Cleo se ve amenazada cuando es elegida para participar en un espectáculo canadiense de Break Dance, presentado por Ashley Angel de O-Town. Mientras tanto, Gandhi se convierte en una sensación de rap internacional con la ayuda de JFK como su mánager. Además, el director Scudworth es constantemente engañado por una molesta mofeta. |             |                                                                  |                                               |                                                                                 |                          |
| 8 | 8           | "Una Habitación De Un Clon: El Pastel de La Tormenta"            | Adam Pava                                     | 15 de diciembre de 2002 (Canadá) 10 de marzo de 2003 (Estados Unidos)           | 25 de noviembre de 2005  |
| Cuando la casa de Juana se incendia y su familia no tiene más remedio que mudarse con Cleo, se produce un conflicto entre ambas; Abi asiste a un seminario de mediación de conflictos para aprender cómo resolver de manera más efectiva las disputas entre los dos. Gandhi y JFK se encuentran en discusiones crecientes. Mientras tanto, el Sr. Mayordomotrón se pone celoso cuando el director Scudworth forma una relación con un perro robot de juguete. |             |                                                                  |                                               |                                                                                 |                          |
| 9 | 9           | "Pasando La Media: Una Ópera-Rock en Tres Actos"                 | Phil Lord y Christopher Miller                | 12 de enero de 2003 (Canadá) Emitido en 2016 por MTV Classic (Estados Unidos)   | 2 de diciembre de 2005   |
| Después de una asamblea antidrogas en la escuela, corre el rumor de que uno puede obtener pasas humeantes, lo que lleva a los clones a embarcarse en un viaje musical y místico de intoxicación y cabello irresponsablemente largo. Juana, quién está sobria, evita que Abi se convierta en un hippie drogado, mientras que el director Scudworth y la PTA construyen un muro gigante en un intento de cercar a los estudiantes. Mientras tanto, Gandhi va en un viaje mental subconsciente donde se encuentra con un Criatura de colibrí, unicornio y burro, un monstruo Olsen Twins de dos cabezas , un lápiz italiano parlante y un dragón estereotípicamente australiano, en su búsqueda para rescatar a una princesa que él cree que tendrá relaciones sexuales con él. |             |                                                                  |                                               |                                                                                 |                          |
| 10 | 10          | "La Basura Mata: Literalmente"                                   | Murray Miller & Judah Miller                  | 19 de enero de 2003 (Canadá) Emitido en 2016 por MTV Classic (Estados Unidos)   | 9 de diciembre de 2005   |
| El mejor amigo de JFK, Ponce de León, literalmente muere, causando que JFK se hunda en una depresión. Esto causa tensión entre Abi y Cleo, quien obedientemente intenta consolar a JFK, su antiguo novio, durante su dolor. Mientras tanto, Gandhi es enviado por error a la cárcel donde tiene problemas para chocar los cinco, pero hace nuevos amigos en las duchas. |             |                                                                  |                                               |                                                                                 |                          |
| 11 | 11          | "Día del Copo de Nieve"                                          | Erica Rivinoja                                | 26 de enero de 2003 (Canadá) Emitido en 2016 por MTV Classic (Estados Unidos)   | 16 de diciembre de 2005  |
| Es la temporada políticamente correcta del Día del Copo de Nieve, y todos están en el espíritu festivo, excepto Juana, que está en contra del comercialismo de las vacaciones inventadas. Pero al comportarse como alguien sin hogar, la cantante de pop Mandy Moore le enseña a Juana una lección importante. Mientras tanto, Abi y Gandhi intentan inventar y comercializar un dispositivo interesante, para que Abi tenga dinero para comprarle a Cleo un costoso regalo del Día del Copo de Nieve. |             |                                                                  |                                               |                                                                                 |                          |
| 12 | 12          | "Maquillaje, Maquillaje, Maquillaje: El Episodio del Maquillaje" | Eric Kentoff                                  | 3 de febrero de 2003 (Canadá) Emitido en 2016 por MTV Classic (Estados Unidos)  | 23 de diciembre de 2005  |
| El baile de invierno está cerca, por lo que Abi quiere preguntarle a su novia, Cleo, si quiere ir con él, pero no puede dejar de pensar en la situación de la cita de baile de Juana. Mientras tanto, Gandhi busca desesperadamente una cita. Entonces, Abi y Cleo intentan hacerse con Juana para el baile de graduación, JFK le da a Gandhi un cambio de imagen, y el Sr. B le da a Mayordomotrón un cambio de imagen para ayudarlo a ejecutar un plan siniestro y malvado para "ganar" el voto del rey del baile de graduación. |             |                                                                  |                                               |                                                                                 |                          |
| 13 | 13          | "Cambios: El Gran Baile: El Salto Sexual: Final"                 | Phil Lord y Christopher Miller                | 10 de febrero de 2003 (Canadá) Emitido en 2016 por MTV Classic (Estados Unidos) | 30 de diciembre de 2005  |
| Como todos los clones se preparan para el baile de invierno, Abi no sabe si preguntarle a Cleo o Juana. Asimismo, Gandhi inventa un plan brillante para obtener una cita para todos los "nerds" de la secundaria. Mientras tanto, el director Scudworth intenta ejecutar su siniestro y malvado plan, mientras la Junta Secreta de Figuras Sombrías se prepara para secuestrar a los clones en el baile de invierno para avanzar en su propio malvado plan. |             |                                                                  |                                               |                                                                                 |                          |